# Bosc del Ferrer
El bosc del Ferrer o bosc del Ferreres és una pineda del municipi de la Molsosa, comarca del Solsonès situat a llevant del poble de poble de Prades.